# 平衡機 (大砲)
平衡機（へいこうき、英：equilibrator）とは平衡運動を保持するための機械的な装置で平衡装置ともいう。
大砲における平衡機とは砲の前後の重さの釣り合いをとることで砲身の仰角を常に一定に保ち、仰角の変更を円滑に行うための装置である。

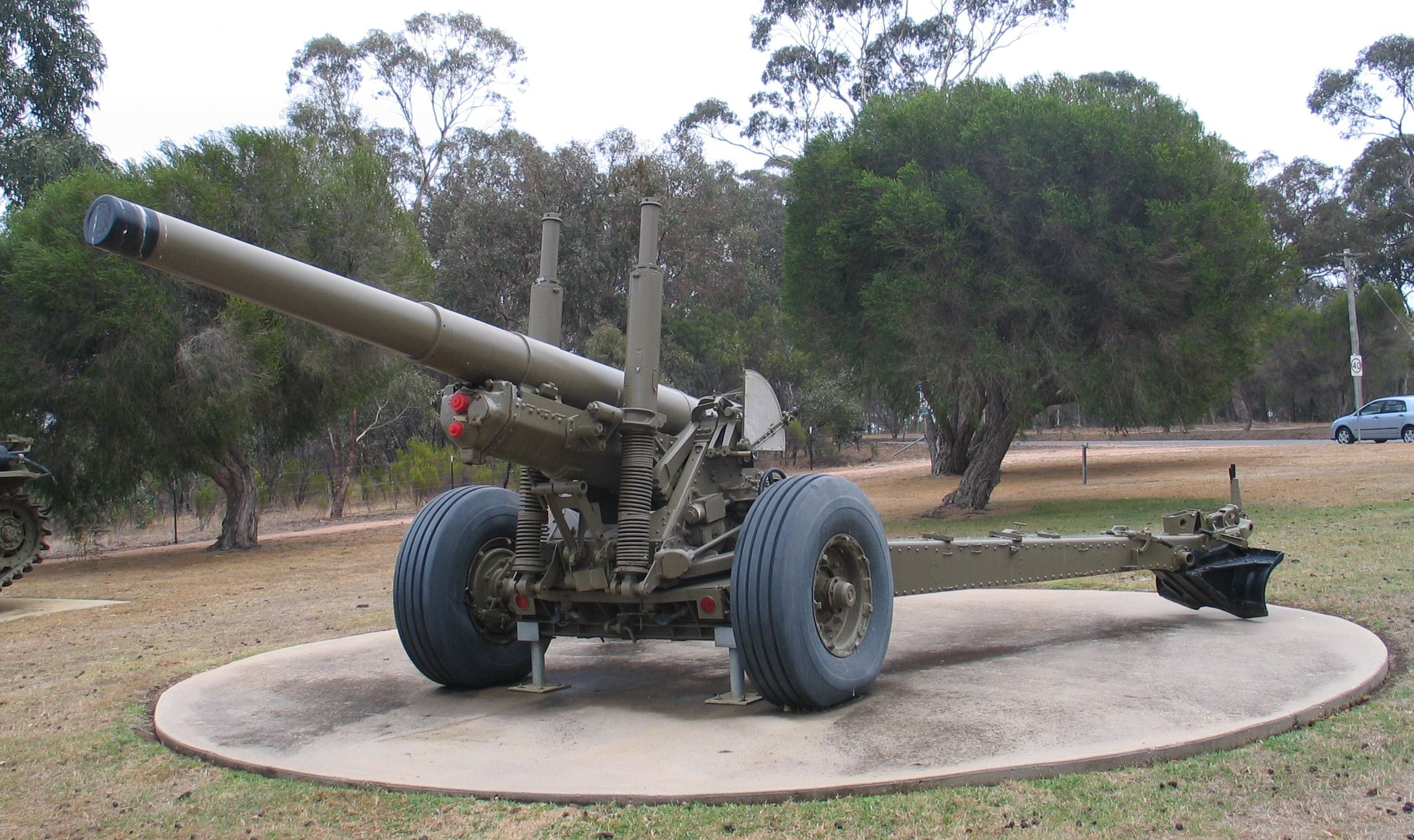
BL 5.5インチ砲。砲身両脇に立っているシリンダーが平衡機で、筒先側を持ち上げている構造が分かりやすい

## 概要
大砲は、砲身左右についた砲耳で支持されると共に、ここを回転軸として俯仰角をコントロールするが、時代が進むにつれ加速経路である砲身が長くなると砲尾側が長くなりすぎて俯仰動作に支障するため、砲耳の前後の重量バランスは著しく砲口側に偏るようになった。このままだと仰角を上げるのは砲身という重量物を引き上げるのと同じで、大変な力を必要とするようになり、歯車などの負荷も大きくなって故障の原因にもなる。特に、砲を水平か緩い角度にしなければ装填できない火砲にとっては仰角の変更時間は発射速度に直接影響する。
そのため、砲耳の前後の重量バランスが等しくなるように調節する装置が必要とされ平衡機が導入された。
バネ式、気圧式、油圧式などがあり、軽い火砲では簡単なバネ式が用いられ、重火砲では気圧式が用いられることが多く、重量と容積の制約が厳しく動力を持つ戦車や軍艦などの場合には油圧式を用いることが多い。
気圧式はピストンに封入した窒素ガスの圧力で砲身の重量を支える方法で、バネ式より、大型大重量の砲身に適しているが、外気温の変化によりガスの熱膨張による圧力変動があるため、気温に応じた平衡器の支点位置調整が必要という欠点がある。
また、最も簡単な平衡装置としてカウンターウェイト（釣合錘）がある。物理的に砲耳の前後の重量が同じであれば良いわけだから、砲の後ろに錘を付けて重量を調節してしまうのが最も簡単である。この方法は技術的に簡単であるが、砲自体の重量が重くなるというデメリットがあるため、あまり使われない。
砲身が短い臼砲の場合はバランスが取れているので必要ない場合がある。
撃破された戦車や戦艦などにおいて、しばしば砲身が下垂しているのは平衡機の機能が失われてしまったためである。